# Chtelnica
Chtelnica (in ungherese Vittenc) è un comune della Slovacchia facente parte del distretto di Piešťany, nella regione di Trnava.